# Charles Currey
Charles Norman Currey (26 de febrero de 1916-10 de mayo de 2010) fue un deportista británico que compitió en vela en la clase Finn.

## Biografía
Nació en el seno de una familia de marinos. Tuvo que abandonar su carrera en la Marina Real británica por una enfermedad y, en su lugar, se convirtió en un regatista y constructor de barcos. A finales de la Segunda Guerra Mundial fue aceptado como miembro de la Royal Naval Reserve, y fue promocionado a teniente comandante y capitán de una patrullera en el Canal de la Mancha. Volvió a la construcción de barcos y se volvió en un experto de la clase Finn. Se le consideró para el equipo nacional de los Juegos Olímpicos de Londres 1948 pero no fue elegido hasta Helsinki 1952, cuando consiguió la plata con la embarcación diseñada por Rickard Sarby. Después de su carrera como regatista, Currey diseñó otras embarcaciones de diferentes esloras, así como también Lancha motoras. En la década de los 60, fue director de la Fairey Marine, cargo en el que permaneció las siguientes dos décadas.

## Palmarés internacional
| Juegos Olímpicos | Juegos Olímpicos     | Juegos Olímpicos | Juegos Olímpicos |
| Año              | Lugar                | Medalla          | Clase            |
| ---------------- | -------------------- | ---------------- | ---------------- |
| 1952             | Helsinki (Finlandia) | Medalla de plata | Finn             |